# Jazzmatazz

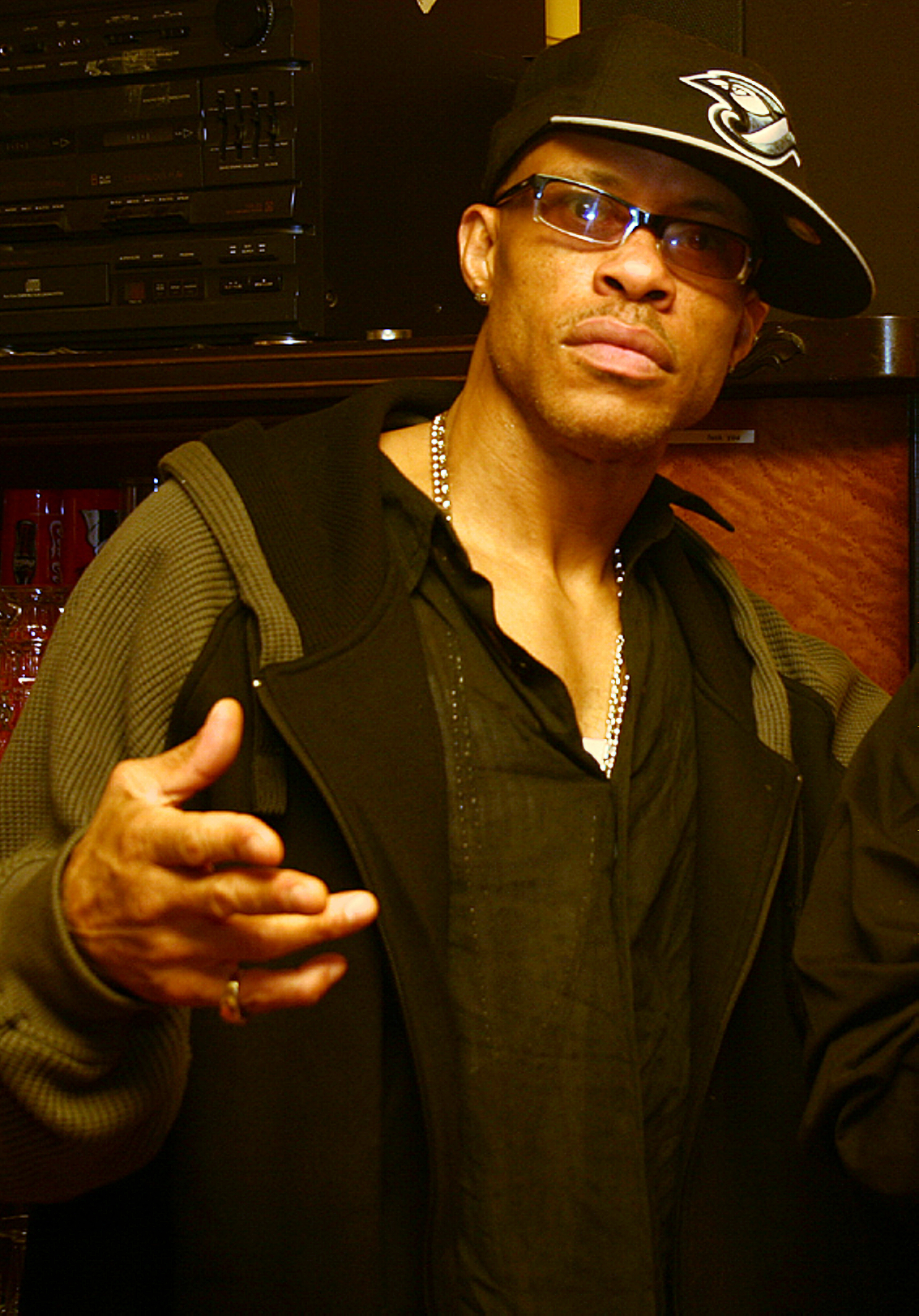
Guru

Jazzmatazz is een muzikaal project van rapper/MC Guru. Guru werd bekend van de rapgroep Gang Starr, die een fusie van jazz en hiphop liet horen.
De Jazzmatazz-serie bestaat inmiddels uit vijf albums waarop Guru een mix van jazz, R&B, rap, funk en soul bewerkstelligt. Deel 3 is qua stijl wat steviger en heeft daarom de ondertitel Streetsoul meegekregen. 
Kenmerkend van de Jazzmatazz-serie zijn de zeer grote namen uit onder andere de jazz-wereld die op de vier delen meespelen: deel 5 is een Best of-album van de vier voorgaande.
In 2008 kwam Best of Guru's Jazzmatazz uit. Guru overleed op 19 april 2010. Hij was een maand eerder geopereerd naar aanleiding van een hartaanval. De doodsoorzaak wordt omschreven als 'aan kanker gerelateerde complicaties'. Guru is 48 jaar geworden.

## Albums
| Titel                                                              | Jaar | Medewerkers onder anderen |
| ------------------------------------------------------------------ | ---- | --- |
| Guru - Jazzmatazz, Vol. 1                                          | 1993 | Donald Byrd, Branford Marsalis, Lonnie Liston Smith, Ronny Jordan, Courtney Pine, Roy Ayers en N'Dea Davenport (The Brand New Heavies) |
| Jazzmatazz, Vol. 2: The New Reality                                | 1995 | Chaka Khan, Me'shell Ndegeocello, Jamiroquai, The Solsonics, Courtney Pine en Donald Byrd                                              |
| Jazzmatazz, Vol. 3: Streetsoul                                     | 2001 | Macy Gray, Kelis, Erykah Badu, Craig David, Herbie Hancock, Isaac Hayes en Angie Stone                                                 |
| Jazzmatazz, Vol. 4: The Hip-Hop Jazz Messenger: Back to the Future | 2007 | Bobby Valentino, Blackalicious, Ronnie Laws, Damian Marley                                                                             |
| The Best of Guru's Jazzmatazz                                      | 2008 | Ronny Jordan, D.C. Lee, N'Dea Davenport, Gary Barnacle, The Roots, Angie Stone, Lonnie Liston Smith                                    |